# Hasselblad Center
Центр «Hasselblad» (англ. Hasselblad Center) — художественный и исторический музей в шведском городе Гётеборг, созданный в 1989 году; первоначально открылся в здании в центре города — в 1996 году переехал в современное здание Гётеборгского художественного музея; специализируется на современном фотоискусстве, представляет по три масштабные временные выставки в год; с 2008 году управляется одноимённым фондом.

## История и описание
В 1841 году была основана компания F.W. Hasselblad & Co, которая выпускала военные и гражданские фотоаппараты. В начале 1960-х годов НАСА начало использовать камеру Hasselblad для документирования космических полетов — официальное сотрудничество началось около 1965 года. В 1969 году именно компания Hasselblad изготовила специальную камеру для космических полетов и посадки на Луну; данное сотрудничество продолжалось до 2003 года.
После смерти Виктора Хассельблада в 1978 году, на следующий год в соответствии с последней волей пары был основан фонд Эрны и Виктора Хассельблад (Erna och Victor Hasselblads stiftelse). Деятельность фонда была направлена на «содействие научным исследованиям и преподаванию естественных наук и фотографии». Фонд пытается достичь поставленных целей за счет присуждения грантов и стипендий в области естественных наук и фотографии: включая международную премию в области фотоискусства.
В 1989 году в Гётеборг был открыт «Центр Хассельблад» (Hasselblad Center) — он расположился в здании в историческом центре города, построенном в начале XX века. В 1996 году центр переехал в современное здание Гётеборгского художественного музея — фонд Хассельблад пожертвовал 20 миллионов шведских крон (около 2,5 миллиона долларов США) для финансирования перестройки и реконструкции здания городского музея искусств. В 1999 году при центре появилась научная и художественная библиотека, специализирующаяся на фотографии. С 2008 года центр управляется непосредственно одноимённым фондом.
Центр представляет широкой аудитории три крупные фотовыставки в год — одна из которых является выставкой лауреатов премии фонда за этот год. В центре существует также и постоянная выставка «Хассельблад и Луна» (Hasselblad and the Moon), посвящённая как сотрудничеству с НАСА и лунной программе, так и деятельности фонда после смерти основателей. Помимо постоянной экспозиции, в центре проходят выставки произведений современного фотоискусства; так в 2016 году в его залах прошла групповая выставка «Watched! Surveillance, Art And Photography», в которой приняли участие более десятка современных фотографов.